# Ricardo Obregón Cano
Ricardo Armando Obregón Cano (Río Cuarto, 4 de abril de 1917-Buenos Aires, 19 de junio de 2016) fue un político argentino, del  Partido Justicialista, odontólogo y quincuagésimo tercer gobernador de Córdoba elegido constitucionalmente.

## Biografía
Hijo de Horacio Obregón Cano, quien fuera diputado, presidente de la Cámara, y miembro de la Convención Constituyente de 1949.

### Origen y formación
Dirigente de larga trayectoria en el Partido Peronista de Córdoba. Fue elegido senador de la provincia de Córdoba en 1951, en representación del departamento Río Cuarto. Inmediatamente, fue elegido ―y reelegido en dos oportunidades― presidente del Bloque de Senadores del Partido Peronista, al tiempo que ocupaba la presidencia de la Comisión de Presupuesto y Hacienda de ese cuerpo legislativo.
Adhirió al peronismo desde la juventud, en el año 1951, ingresó al Senado provincial en representación del departamento Río Cuarto y llegó a presidir el bloque del peronismo por tres períodos, hasta 1954, en que renunció a la banca para asumir como ministro de gobierno de Raúl Lucini. En los años en que el peronismo estuvo proscripto, fundó el partido Tres Banderas, y en 1962 fue elegido diputado nacional en los comicios que luego fueron anulados por el presidente de facto José María Guido. Al año siguiente, pese a que figuraba nuevamente en la lista de candidatos, se plegó al voto en blanco, siguiendo el consejo de Perón desde el exilio.
Renunció en 1954 para ser designado ministro de Gobierno, Educación, Culto y Justicia de Córdoba por el gobernador Raúl Lucini. Ocupó cargos de relevancia en el Gobierno justicialista hasta que en septiembre de 1955 la dictadura autotitulada Revolución «Libertadora» ―dirigida por el militar Pedro Eugenio Aramburu― lo encarceló por cuestiones políticas. En junio de 1956, se le realizaron simulacros de fusilamiento en la vieja Penitenciaría Nacional de la avenida Las Heras. Al ser excarcelado partió al exilio, donde aportó su militancia contra la dictadura de Aramburu, y posteriormente la de Isaac Rojas.
En 1962 fue elegido diputado de la Nación Argentina por el Partido Laborista, tras las elecciones de 1962, cuando el peronismo ganó diez de las catorce gobernaciones en juego, el presidente constitucional antiperonista Arturo Frondizi intervino todas las provincias adversas a su Gobierno, y anuló también las elecciones legislativas, impidiendo a Obregón asumir su banca.
En 1963 fue nuevamente candidato a diputado, pero renunció a su postulación para propiciar el voto en blanco, en una actitud que luego fue ratificada por la conducción partidaria. Antes de gobernar Córdoba, Obregón Cano fue presidente del Club Atlético Universitario de Córdoba, entre 1970 y 1973.

### Actuación durante el Cordobazo
Ricardo Obregón Cano fue ―junto al dirigente gremial Hipólito Atilio López― uno de los líderes del Cordobazo, en esa época gobernaba el país una dictadura militar autodenominada «Revolución Argentina», liderada por el general Juan Carlos Onganía (1966-1970), durante los primeros años de gestión de dicho régimen, se desactivó la Comisión del Salario Mínimo, Vital y Móvil y se congelaron la gran mayoría de las remuneraciones. Se buscó suspender el sábado inglés, único día en que la jornada laboral se reducía a la mitad. Se impuso una ley de represión automática para huelgas y conflictos sindicales. Asimismo se intervinieron gran cantidad de sindicatos suspendiéndose sus personerías gremiales, derogó la Ley de Indemnizaciones por Despidos y aumentó la edad para jubilarse. Dictó la llamada Ley de Represión del Comunismo, y bajo la acción de la DIPA (Dirección de Investigación de Políticas Antidemocráticas) persiguió y encarceló a los militantes políticos y sindicales peronistas sospechosos.
Eso llevó a una huelga masiva en Córdoba.
Entre 1970 y 1973, Obregón Cano había pasado sus días previos a la gobernación ejerciendo la presidencia del Club Atlético Universitario de Córdoba. En ese momento se dedicó a formar su equipo.

### Gobernador de Córdoba

#### Campaña política
El 12 de abril de 1971, tras levantarse la proscripción al peronismo de presentarse a elecciones, impuesta tras el golpe de Estado de 1955 que instauró la dictadura autotitulada Revolución «Libertadora», a través del Decreto n.º 18.975, los partidos políticos inician su etapa de reorganización a nivel nacional y en las provincias, para las elecciones que restablecerían nuevamente el sistema democrático de gobierno. Elegido por Juan Domingo Perón, por sus antecedentes políticos en la provincia y su incondicional lealtad, Obregón Cano fue designado delegado del Consejo Superior Peronista para llevar adelante la tarea de reorganización partidaria en Córdoba; luego de la convocatoria a elecciones del gobierno de facto presidido por el militar Alejandro Agustín Lanusse.
En virtud del llamado a comicios internos para el 21 de junio de 1972, las distintas vertientes del peronismo de Córdoba se realinearon en alianzas y adhesiones para enfrentar la contienda por la conducción partidaria y la definición de la fórmula para gobernador y vicegobernador; en franca desobediencia a las directivas de Juan Domingo Perón, cuya orden había sido conformar en todos los distritos listas de unidad.
Por un lado, integrando la Lista Unidad encabezada por Obregón Cano (presidente de la Junta promotora provincial del Partido Justicialista); acompañado como vicegobernador por el gremialista Hipólito Atilio López, máximo dirigente de la Corriente Legalista de las 62 Organizaciones Peronistas. A su alrededor se congregaron distintos dirigentes de la izquierda peronista: Rodolfo Vittar (Juventud Peronista), Carlos Blas García (Juventud Revolucionaria Peronista), Norberto Erico Tejada (Peronismo en Lucha) y Fausto Rodríguez (Movimiento Revolucionario Peronista).
En oposición a ellos, la ortodoxia peronista levantó las candidaturas de Julio Antún (de la Mesa Redonda Permanente Peronista) y de Alejo Simó (líder sindical de la Unión Obrera Metalúrgica).
Alrededor de ellos, se congregaron distintos dirigentes de la centro derecha peronista: el dirigente Raúl Bercovich Rodríguez (de Unidad y Lealtad) y cerca de una veintena de sindicalistas pertenecientes a la corriente ortodoxa de las 62 Organizaciones Peronistas.
El movimiento obrero de Córdoba se hallaba escindido entre ortodoxos, legalistas, independientes y clasistas. Los tres últimos sectores, estaban relacionados con la llamad ortodoxia peronista y apoyarían a Antún y Simó en las internas. Pese a la campaña de Antún y Simó, la Lista Unidad se impuso con casi el 60 % de los votos. Inmediatamente, se constituyó el Frejuli (Frente Justicialista de Liberación), que además integraban el Movimiento de Integración y Desarrollo, el Movimiento de Acción Popular, el Partido de Vanguardia Popular y la Democracia Cristiana, bajo el lema «de la resistencia al poder».

#### Elecciones a gobernador de 1973
En las elecciones generales del 11 de marzo de 1973, los candidatos de la coalición peronista obtuvieron el 44,2 % y una diferencia de 12.820 votos sobre el candidato de la Unión Cívica Radical Víctor Martínez, que cosechó el 43,1 %. Estos resultados se tradujeron en una pareja distribución de la representación parlamentaria en la provincia de Córdoba: en la Cámara de Diputados de Córdoba, el Frejuli obtuvo 19 bancas y los radicales 17; en la Cámara de Senadores de Córdoba, al Frejuli le correspondieron 26 escaños y a la Unión Cívica Radical, 16.
Como la ingeniería electoral dispuesta por el gobierno militar establecía el balotaje, en caso de que ninguna fórmula alcanzara el 50 % más uno de los votos, debió celebrarse una segunda vuelta electoral el 15 de abril de 1973. El hecho más importante de la historia de la democracia de la provincia de Córdoba hasta entonces, y que definiera el resultado de la elección, fue el primer debate realizado entre dos candidatos a gobernador, los dos más votados, el 8 de abril de 1973. Fue organizado por las autoridades de Canal 10, televisora local, con intervención de La Voz del Interior, Canal 8 y Radio Universidad. El moderador del encuentro fue el periodista Jorge Pérez Gaudio, director del informativo de Canal 10 y gerente de Radio Universidad. Los tópicos que trataron los candidatos fueron simples: presupuesto, impuestos, educación, salud pública, el estado de derecho y los derechos humanos. En aquella época, la señal del Canal 10 cubría el Gran Córdoba y si bien no había mediciones de cuota de pantalla, los periodistas que cubrieron el evento aseguraron que tuvo gran audiencia e, incluso, fue decisivo para torcer una porción importante del electorado hacia Obregón Cano. El moderador recuerda que, unos años después, se encontró casualmente con Víctor Martínez (que entre 1983 y 1990 había sido vicepresidente de la Nación de Raúl Alfonsín) le dijo que ese debate le había hecho perder la elección.
En la elección general del 15 de abril de 1973 se impuso el Frejuli con el 53,84 % y una diferencia de 86.566 votos.

#### Primeras medidas de gobierno
Obregón Cano y el vice Hipólito Atilio López prestaron juramento el 25 de mayo de 1973 ante la Asamblea Legislativa de Córdoba. En su mensaje de asunción, el gobernador convocó a todo el pueblo «sin distinción de ideas políticas» para que otorgasen «a los intereses colectivos y a los intereses nacionales un carácter prioritario» y, aseguró que no toleraría «la restauración de viejas antinomias». Pidió una tregua política y social. Colocó a la Unión Cívica Radical, principal partido opositor, en el lugar del adversario legítimo para «actuar como control y fiscalización» del Gobierno de la mayoría en el proceso de institucionalización a desarrollarse. Exigiendo además, ética y compromiso político a los distintos actores sociales para «no hacer el juego a grupos perturbadores de izquierda o derecha que están en contra del pueblo que votó el 11 de marzo».
El 25 de mayo, día de la toma de posesión hubo un acto en plaza San Martín y esa misma noche fueron liberados los presos políticos, al igual que en casi todos los penales del país. Al otro día fueron recibidos por el gobernador en la Casa de Gobierno.
El reclutamiento de los funcionarios gubernamentales no se realizó desde y con el Partido Justicialista. Bajo el argumento de integrar a todas las fuerzas que componían el Frejuli, un número importante de cargos recayeron en dirigentes peronistas de izquierda y figuras extra-partidarias sin mayor peso político. En consecuencia, el sector de Julio Antún, Raúl Bercovich Rodríguez y Alejo Simó quedó excluido de la composición del gabinete provincial.
Durante su mandato se aprobaron leyes de amnistía política y reparación histórica para beneficiar a aquellas personas que, por causas políticas o gremiales, fueron separadas de sus cargos públicos provinciales o municipales del personal policial. Los legisladores radicales, que en parte participaron del régimen de 1955, protestaron contra la modificación de la Ley Orgánica de la Policía que reorganizaba los cuadros policiales y establecía la reincorporación de los agentes separados a partir de la dictadura instalada 16 de septiembre de 1955 hasta el 24 de mayo de 1973 por renuncia forzosa, suspensión, cesantía o exoneración.
El proyecto del retorno al poder de Perón para la reconstitución del Estado argentino se asentaba sobre el llamado Pacto Social. Este acuerdo, suscrito el 8 de junio de 1973 entre las organizaciones obreras de la CGT y las cámaras empresariales de la CGE (Confederación General Económica). Las primeras medidas tomadas por Cámpora, aludieron a estas dos grandes cuestiones; la Ley de Amnistía para los presos políticos, aprobada durante la jornada de asunción del nuevo gobierno y el Pacto Social anunciado el 30 de mayo, que buscaba una tregua de precios entre empresarios y sindicatos. El «Compromiso para la reconstrucción nacional, la liberación nacional y la justicia social», asumida por la CGT, la CGE y el Ministerio de Economía otorgó un aumento salarial del veinte por ciento, suspendió las negociaciones colectivas por dos años y congeló los precios de todos los bienes por un período similar.
En virtud del Pacto Social lanzado por el presidente Héctor José Cámpora, Obregón Cano firmó el Decreto n.º 2871/73, que fijaba precios máximos para la venta de carne vacuna a los comerciantes minoristas y precios máximos a los comerciantes minoristas para la venta al público.
La renuncia del cargo de Héctor José Cámpora, el 13 de julio de 1973, para permitir la elección de Juan Domingo Perón, Obregón Cano afirmó que la «reconstrucción nacional» se haría en el marco de la ley y la constitución, recordando que «el Gobierno respetará los derechos de todos y se hará respetar».
En 1974 se iniciaron las obras de la autopista entre Villa Carlos Paz y la ciudad de Córdoba, que será concluida en 1978. Para apuntalar el turismo provincial se inaugura la sede local del Casino Provincial, y se construye el primer tramo de la red de gas natural hacia Villa Carlos Paz y Calamuchita.

#### Golpe de Estado policial: el Navarrazo

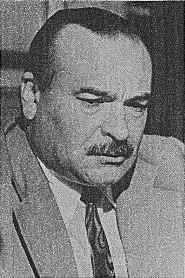
Antonio Domingo Navarro, jefe de la policía de Córdoba y responsable del "Navarrazo" que derrocó a Obregón Cano.

El 27 de febrero de 1974, el gobernador Obregón Cano removió al jefe de la Policía de Córdoba, el teniente coronel Antonio Domingo Navarro, exjefe de la Policía Militar del Tercer Cuerpo del Ejército.  Al enterarse del relevo Navarro acuarteló a siete mil efectivos a sus órdenes en la ciudad, aduciendo una «infiltración marxista» en el Gobierno.
El gobernador respondió con la exoneración definitiva del sublevado y puso en su lugar al inspector mayor Rubén Cuello ―quien ejercía la subjefatura desde que Navarro detuviera ilegalmente, días atrás, al exsubjefe, teniente coronel Julián Chiappe―. Esa misma tarde, grupos de civiles antiperonistas tomaron las emisoras LV2 La Voz del Pueblo y LV3 Radio Córdoba, y habían comenzado a emitir comunicados en apoyo al jefe de la insurrección. En respuesta, Obregón Cano difundió la siguiente declaración: «Antonio Navarro, en franca actitud de rebeldía, lejos de acatar la orden recibida, engaña a sabiendas a parte del personal policial y, con el apoyo de pequeños grupos repudiados por la ciudadanía, se rebela, pretendiendo ser fiscal del Gobierno elegido por todo el pueblo de la provincia».

#### Cautiverio
Junto a los mandatarios, los sediciosos detuvieron a unas setenta personas que se encontraban en la gobernación. Entre ellos estaban Antonio Lombardich (ministro de Bienestar Social) y Elio Alfredo Bonetto (ministro de Gobierno), los diputados Luis Bruno y Blas García, Julio Aliciardi (presidente del Banco de la Provincia de Córdoba), Juan Carlos Bruera (fiscal de Estado), Alejo Díaz Tiliar (director de Prensa), y Horacio Obregón Cano (hijo y secretario personal del gobernador). El gobernador y su vice fueron llevados al Comando Radioeléctrico de la Policía provincial, donde permanecerían cautivos hasta las 17:30 horas del viernes 1 de marzo.
Ante la acefalía en la gobernación, el jueves 28 a las 22.00, el presidente de la Cámara de Diputados provincial, Mario Dante Agodino, asumió en forma interina la gobernación. A la misma hora era llevado a cabo un atentado contra el domicilio de Obregón Cano. El sábado 2 de marzo al mediodía, el presidente Juan Domingo Perón anunció su decisión de intervenir la provincia.

### Exilio y retorno
El gobierno nacional del general Perón se proponía establecer un mayor control sobre el conjunto del movimiento obrero y disciplinar a los sectores de la izquierda revolucionaria del
peronismo y su vanguardia. Además de Obregón Cano, también fueron desplazados entonces Oscar Bidegain (de la provincia de Buenos Aires), Miguel Ragone (de la provincia de Salta), Jorge Cepernic (de la provincia de Santa Cruz) y Alberto Martínez Baca (de la provincia de Mendoza).
La destitución por la fuerza del gobernador, abrió un período de inusitada violencia política en Córdoba que continuó hasta el retorno de la democracia. Por su parte, el dirigente Hipólito Atilio López ―quien había liderado el Cordobazo junto a Obregón Cano― fue asesinado por la Triple A (Alianza Anticomunista Argentina) el 16 de septiembre de 1974.
A fines de los años setenta, tras ser destituido de la gobernación cordobesa, Obregón Cano, radicado en México desde agosto de 1974, participó en el lanzamiento del Partido Auténtico. Durante la dictadura cívico-militar autodenominada «Proceso de Reorganización Nacional» (1976-1983), ejerció su militancia contra la dictadura, abogó por el retorno de la democracia y llevó a cabo la denuncia de las violaciones a los derechos humanos (lo que en Argentina los civiles cómplices de la dictadura denominaban «la campaña antiargentina en el exterior»).
Al regresar al país en 1984, Obregón Cano fue parte de la fundación del Movimiento Peronista Montonero. El 20 de diciembre de 1983, el radical Raúl Alfonsín había dispuesto el Decreto 157/83,,, llamando al Ministerio Público Fiscal a juzgar a dirigentes montoneros por las actividades sediciosas y terroristas llevadas a cabo por ese movimiento entre 1973 y 1976. Obregón Cano fue incluido en el  listado de dirigentes acusados,  por lo cual diferentes medios mexicanos lo consideraron como «preso personal» de Alfonsín.
Obregón Cano criticó la Ley de Obediencia Debida, aprobada por el gobierno de Alfonsín que prescribía los delitos cometidos por los miembros de las Fuerzas Armadas cuyo grado estuviera por debajo de coronel, que establecía que los delitos cometidos durante el terrorismo de Estado y la dictadura militar no eran punibles.
Durante la dictadura, su hijo ―Ricardo Obregón Cano― permaneció encarcelado en el centro clandestino de Campo de la Ribera. Fue citado en calidad de víctima en la megacausa conocida como La Perla.
En noviembre de 1987 la Sala II de la Cámara Nacional de Apelaciones en lo Criminal y Correccional Federal, declaró la absolución de Obregón Cano.
Ricardo Obregón Cano(h) sostuvo al declarar en el juicio por crímenes de lesa humanidad cometidos en el centro clandestino de detención La Perla, que cuando estuvo secuestrado en el centro clandestino de La Ribera, uno de los represores le dijo: «Vos estás aquí por portación de apellido. Tu padre se nos escapó por casualidad».

### Últimos años
Obregón Cano vivió los últimos años en el barrio porteño de Caballito.
En oportunidad de la asunción de José Manuel de la Sota como gobernador de Córdoba, el 12 de julio de 1999, realizó declaraciones al diario La Nación expresando que «la elección de José Manuel de la Sota significa la reconciliación de la sociedad cordobesa con el justicialismo, un cuarto de siglo después del atropello del que fui víctima»; «No diría que lo de ahora deba sentirlo como una reivindicación, pero sí constituye una gran satisfacción que el Partido Justicialista haya llegado al Gobierno después de aquel atropello que se consumó en contra de Córdoba».
Falleció en la ciudad de Buenos Aires, el 19 de junio de 2016, después de estar internado durante tres días, a causa de una insuficiencia cardíaca y una complicación pulmonar. El gobierno de la provincia de Córdoba decretó cinco días de duelo por su fallecimiento, con las banderas nacional y provincial a media asta en establecimientos públicos.

## Distinciones
- Premio José María Aricó, otorgado por la Facultad de Filosofía y Humanidades de la Universidad Nacional de Córdoba.[27]

## Homenajes
El 20 de agosto de 2010, por iniciativa de la diputada nacional Gloria Bidegain ―hija del depuesto gobernador de Buenos Aires Oscar Bidegain―, Obregón Cano fue declarado «mayor notable argentino», un reconocimiento que la Cámara de Diputados de la Nación Argentina otorga a personas mayores de 75 años que se hayan destacado en la política, la historia y la literatura, consistente en un diploma, un libro y una medalla.
El 30 y 31 de octubre de 2012, la Facultad de Humanidades y Artes de la Universidad Nacional de Córdoba realizó dos jornadas de homenaje, en las que le otorgó a Ricardo Obregón Cano el Premio José María Aricó al Compromiso Social y Político.

## Historia electoral
- 11/03/1973 Elección para gobernador y vicegobernador, primera vuelta

| Fórmula              | Partido/Alianza             | Votos   |
| -------------------- | --------------------------- | ------- |
| Obregón Cano - López | Frejuli                     | 504.786 |
| Martínez - Celli     | Unión Cívica Radical        | 493.683 |
| Agrelo - Atala       | Alianza Popular Federalista | 72.185  |

- 15/04/1973 Elección para gobernador y vice, segunda vuelta

| Fórmula              | Partido/Alianza      | Votos   |
| -------------------- | -------------------- | ------- |
| Obregón Cano - López | Frejuli              | 608.826 |
| Martínez - Celli     | Unión Cívica Radical | 522.273 |